# Krzysztof Szyga
Krzysztof Michał Szyga (ur. 6 lutego 1966 w Katowicach) – polski polityk, samorządowiec i inżynier, w latach 2003–2006 prezes Związku Górnośląskiego, poseł na Sejm V kadencji.

## Życiorys
Ukończył w 1992 studia na Politechnice Warszawskiej. Pracował m.in. w Kopalni Węgla Kamiennego „Siemianowice” oraz jako nauczyciel. Prowadził również własną działalność gospodarczą.
W 1994 został radnym w Siemianowicach Śląskich, mandat wykonywał do 2002. W latach 1998–2002 był właścicielem pisma „Echo Siemianowic”. Zasiadał w zarządzie regionu śląskiego stowarzyszenia Obywatele dla Rzeczypospolitej, które założył Andrzej Olechowski. W 2001 zakładał Platformę Obywatelską w województwie śląskim, do której przeszedł z Unii Wolności. W wyborach parlamentarnych w 2001 bez powodzenia kandydował z jej listy do Sejmu. Przewodniczył PO w Siemianowicach Śląskich. W latach 2002–2004 był zastępcą prezydenta tego miasta. W 2005 został redaktorem naczelnym Radia Piekary. Od 2003 do 2006 był prezesem Związku Górnośląskiego. W 2004 był sygnatariuszem deklaracji „Jedności Górnośląskiej”, porozumienia regionalnych organizacji z Górnego Śląska.
Kandydował z ramienia Platformy Obywatelskiej również w wyborach parlamentarnymi w 2005, został wykluczony z partii wkrótce przed dniem wyborów. Uzyskał mandat poselski, startując z ostatniego miejsca na liście PO w okręgu katowickim i otrzymując 3882 głosy (o 24 więcej niż Józef Berger). W Sejmie wyróżniał się używaniem na mównicy sejmowej etnolektu śląskiego. Od września 2006 współtworzył poselski klub Ruchu Ludowo-Narodowego, którego od 15 listopada do 1 grudnia 2006 był przewodniczącym. Od grudnia 2006 współtworzył koło poselskie Ruch Ludowo-Chrześcijański, a w 2007 partię Ruch Ludowo-Narodowy. Od lutego 2007 był zastępcą przewodniczącego Komisji Nadzwyczajnej do rozpatrzenia projektów ustaw związanych z koalicyjnym programem rządowym „Solidarne Państwo”. Wkrótce przed skróceniem kadencji Sejmu przedstawił pierwszy projekt ustawy nadającej status języka regionalnego językowi śląskiemu. Nie kandydował w przedterminowych wyborach parlamentarnych w 2007.
W wyborach samorządowych w 2010 był bezpartyjnym kandydatem na prezydenta Siemianowic Śląskich z poparciem m.in. PSL (zajął ostatnie, 4. miejsce z wynikiem około 11% głosów) oraz do rady miasta z listy „Wspólnych Siemianowic”, który to komitet nie uzyskał żadnych mandatów. 10 stycznia 2011 został pełnomocnikiem ugrupowania Polska Jest Najważniejsza na Siemianowice Śląskie. W wyborach parlamentarnych w tym samym roku kandydował z listy PJN do Sejmu, otrzymując 432 głosy. W 2024 ponownie bez powodzenia ubiegał się o urząd prezydenta miasta i mandat radnego.